# Boston Society of Film Critics Awards 1981
La 2ª edizione dei Boston Society of Film Critics Awards si è svolta il 29 gennaio 1982, per onorare l'eccellenza nell'industra del cinema per l'anno 1981.

## Premi

### Miglior film
- Pixote - la legge del più debole (Pixote: A Lei do Mais Fraco), regia di Héctor Babenco

### Miglior attore
- Burt Lancaster - Atlantic City, USA (Atlantic City)

### Migliore attrice
- Marília Pêra - Pixote - la legge del più debole (Pixote: A Lei do Mais Fraco)

### Miglior attore non protagonista
- Jack Nicholson - Reds

### Migliore attrice non protagonista
- Mona Washbourne - Stevie

### Miglior regista
- Steven Spielberg - I predatori dell'arca perduta (Raiders of the Lost Ark)

### Migliore sceneggiatura
- Wallace Shawn e Andre Gregory - My Dinner with Andre

### Miglior fotografia
- Gordon Willis - Spiccioli dal cielo (Pennies from Heaven)

### Miglior documentario
- Diaries, regia di Ed Pincus

### Miglior film in lingua straniera
- Ormai sono una donna (Beau-père), regia di Bertrand Blier  ·   Francia
- Ai cessi in tassì (Taxi zum Klo), regia di Frank Ripploh  ·   Germania Ovest

### Miglior film indipendente
- Gal Young 'Un, regia di Víctor Núñez

### Miglior film americano
- My Dinner with Andre, regia di Louis Malle